# Buisson (Italië)
Buisson is een plaats (frazione) in de Italiaanse gemeente Antey-Saint-André.